# Kisoponny
Kisoponnyn (japanska: 木曽馬?, Kiso-uma) är en hästras som härstammar från Japan. Kisoponnyn utvecklades från ponnyer som kom till Japan med koreanska fiskare. Den har även utseendet gemensamt med sina släktingar, bland annat Hokkaidoponnyn och Kagoshimaponnyn. Rasen har med största sannolikhet sitt ursprung i den mongoliska vildhästen Przewalski. Rasen är primitiv och mycket stark och används vanligen som pack- och jordbrukshäst.

## Historia
Kisoponnyernas första ättlingar togs till Japan via Kina och Mongoliet med koreanska fiskare och var troligen blandningar av mongoliska vildhästarna Przewalski och kinesiska ponnyer som blandats med österländska ökenhästar. De ponnyer som idag kallas Kisoponnyer hamnade i de bergiga områdena i Kiso-Sanmyaku. Dokumentationer har visat att ponnyer har funnits i området sedan 500-talet e.Kr. 
Under 1100-talet ägde stridsgeneralen Yashinaka Kiso över 10 000 hästar som alla användes inom armén och Kisoponnyerna användes även som kavallerihästar under Edoeran (1600-1867). Under den här tiden sågs Kisoponnyn som en outtröttlig tillgång och de avlades friskt. Det beräknades finnas över 10 000 hästar i Kisodalen under Edo-eran. Men under Meijiperioden (1868-1903) stred japanerna mot ett flertal olika länder och storleken på de små Kisoponnyerna räckte inte längre till. Japans politiker uppmuntrade till att korsa ponnyerna med större hästar som importerades från USA, Ryssland och Europa. Under Andra världskriget bestämdes det till och med att alla Kisohingstar skulle kastreras för att uppmuntra uppfödare att använda sig av större hästar. 
Kisorasen räddades enbart tack vare en enda hingst som tillhörde ett Shintotempel. Då hingsten ansågs helig och inte tillhörde armén hade han inte kastrerats. Hingsten, som hette Shinmei, och ett sto vid namn Kayama fick år 1951 ett hingstföl som döptes till Dai-san Haryama. Han blev den absolut sista rena Kisoponnyn. Kisoponnyerna har återuppfötts något med ättlingar till Dai-san och Kisoponnyer som har ett enhetligt utseende med den gamla Kisoponnyn men då flesta Kisoston korsades med andra raser och även om det idag finns ett mer enhetligt utseende så är det bara ett fåtal hästar som har linjer ner till Dai-san Haruyama. Det finns vissa stuterier som specialiserat sig på Kisoponnyn och jobbar på att få upp beståndet då rasen än idag är utrotningshotad. 

## Egenskaper
Kisoponnyn har sitt utseende gemensamt med sina släktingar, bland annat Hokkaidoponny och Kagoshimaponny med det stora huvudet och primitiva utseendet. Det finns idag ca 8 primitiva raser i Japan som alla har liknande utseende och härkomst. Men lite av det västerländska blodet syns i huvudet hos Kisoponnyn, som kan vara mer ädelt och vackert än hos de andra japanska ponnyraserna. Än idag använder sig en del japanska uppfödare av en gammal teknik för att avgöra om ponnyn är rasren eller inte. Om Kisoponnyn har en mörkare rand längs ryggraden, en så kallad ål, så räknas de automatiskt som rasrena då detta är ett primitivt tecken. 
Efter att i många hundra år ha använts som arméhäst används rasen mest inom jordbruket och som packhäst där man får nytta av deras primitiva styrka. Även som ridponny till barn har Kisoponnyn fungerat bra men Kisoponnyn kan ibland ha ett ganska omedgörligt temperament.  